# Emmanuel Todd

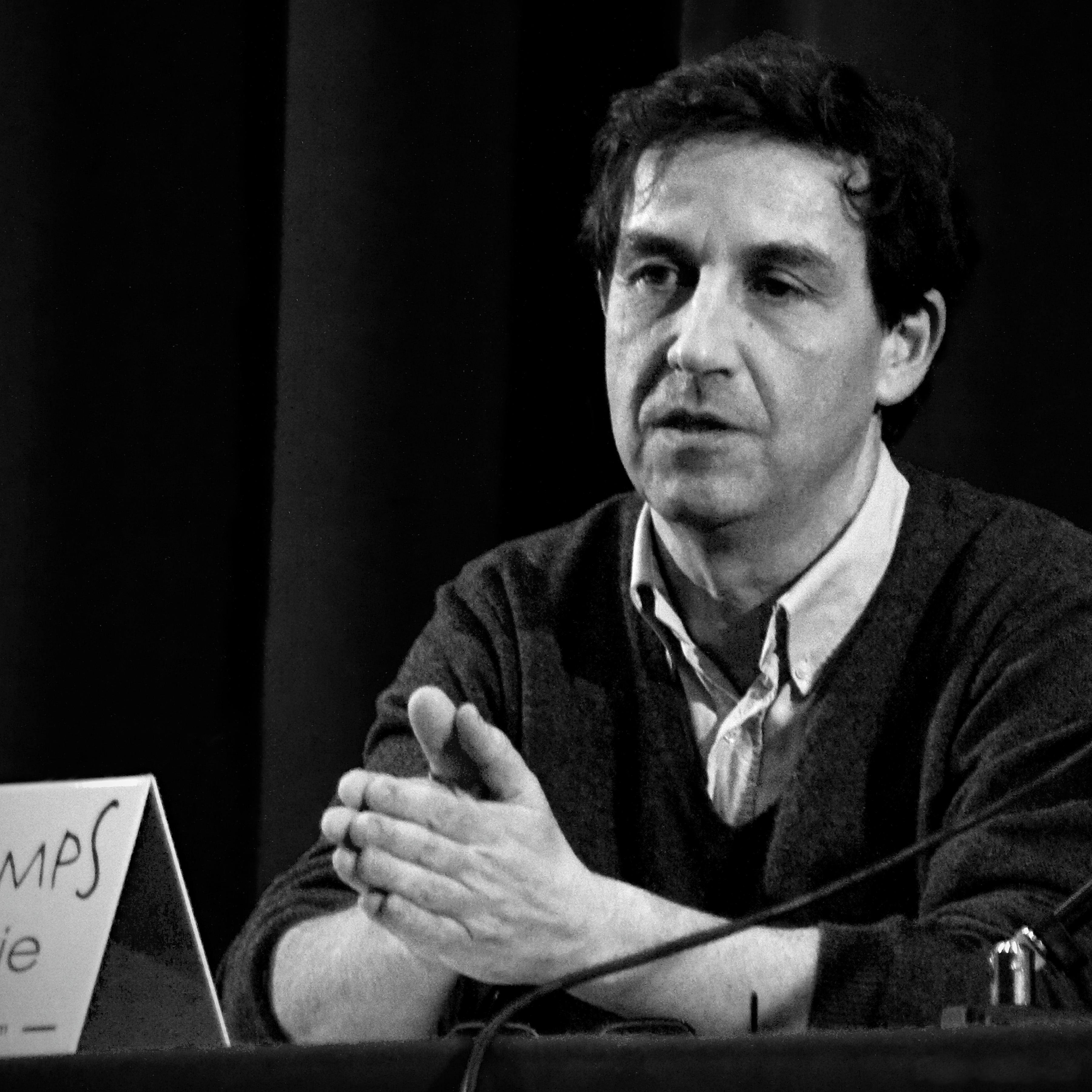
Emmanuel Todd (2008)

Emmanuel Todd (ur. 16 maja 1951 w Saint-Germain-en-Laye) – francuski demograf, politolog, socjolog, historyk. Pracownik paryskiego Narodowego Instytutu Badań Demograficznych (INED - Institut national d'études démographiques). 
Autor głośnych książek, m.in.: „Ostateczny upadek” (oryg. La Chute final. Essais sur la décomposition de la sphère Soviétique, 1976 r.), w której zapowiedział koniec ZSRR, oraz „Schyłek imperium. Studium o rozkładzie systemu amerykańskiego” (oryg. Après l'empire, Essai sur la décomposition du système américain, 2002 r.).
Syn słynnego dziennikarza Oliviera Todda.

## Polskie wydania
- Todd Emmanuel, „Schyłek imperium. Rozważania o rozkładzie systemu amerykańskiego”, tł. Andrzej Szeptycki, Katarzyna Mączyńska, Warszawa, wyd. Dialog, 2003.
- Todd Emmanuel, Courbage Youssef, „Spotkanie cywilizacji”, tł. Szczepan Całek, Kraków, Wydawnictwo Uniwersytetu Jagiellońskiego, 2009.